# Championnat de France de rugby à XV de 2e division 1959-1960
 (février 2021).
Si vous disposez d'ouvrages ou d'articles de référence ou si vous connaissez des sites web de qualité traitant du thème abordé ici, merci de compléter l'article en donnant les références utiles à sa vérifiabilité et en les liant à la section « Notes et références ».
Navigation
Championnat de France de 2e division 1958-1959 Championnat de France de 2e division 1960-1961
Le championnat de France de rugby à XV de 2e division 1959-1960 est l'antichambre de la première division. La compétition se déroule du mois de septembre 1959 au mois de mai 1960 en deux phases avec 56 équipes en compétitions.
La première phase, se déroule en 7 poules de 8 équipes avec matchs aller-retour.
Les clubs classés aux quatre premières places de chaque poule sont qualifiés pour les seizièmes et classés de 1 à 32. Les matchs, comme la finale, se jouent sur terrain neutre. Le club qui gagne en finale est déclaré vainqueur de la compétition et accède à la première division ainsi que les équipes qualifiées pour les demi-finales.

## Phase de qualification
Les clubs classés aux quatre premières places de chaque poule sont qualifiés pour les seizièmes et classés de 1 à 32. Les matchs, comme la finale, se jouent sur terrain neutre. Le club qui gagne en finale est déclaré vainqueur de la compétition et accède à la première division ainsi que les équipes qualifiées pour les quarts de finale.

### Poule A
- US Côte Vermeille
- RC Châteaurenard
- Céret sportif
- US Arize
- US Montilienne
- CAO Espéraza
- Gallia Perpignan
- SO villelonguet

### Poule B
- SC Décazeville
- SC Albi
- RC Guéret
- AS Saint Junien
- AS Bort
- US Ussel
- IS Montluçon
- US Argentat

### Poule C
- FC Oloron
- Avenir aturin
- CA Lannemezan
- US Montréjeau
- Peyrehorade sports
- Stade bagnérais
- SA Mauléon
- US Quillan

### Poule D
- US La Teste
- Saint-Jean-de-Luz OR
- US Orthez
- Avenir Moissac
- UA Gujan-Mestras
- SC Rieumes
- UA Mimizan
- Stade langonnais

### Poule E
- US Marmande
- US Bergerac
- Stade montluçonnais
- Stade poitevin
- SA Bordeaux
- SC Surgères
- RC Trignac
- Royan OC

### Poule F
- SA Lyon
- RC La Mure
- US Oyonnax
- Valence sportif
- US Bellegarde
- CS Bourgoin-Jallieu
- US Annecy
- CA Pontarlier

### Poule G
- CASG
- CO Le Creusot
- US Berry
- ASPTT Paris
- US Métro
- US Tours
- USON Nevers
- Poissy AC

## Phase finale

### Seizièmes de finale
|  | US Oyonnax | 9 - 3 (a.p.) | ASPTT Paris | Le Creusot |
|  |            |              |             | Le Creusot |
|  |            |              |             | Le Creusot |

|  | Saint-Jean-de-Luz OR | 11 - 8 | Avenir aturin | Orthez |
|  |                      |        |               | Orthez |
|  |                      |        |               | Orthez |

|  | US Orthez | 3 - 0 | SC Albi | Auch |
|  |           |       |         | Auch |
|  |           |       |         | Auch |

|  | Stade montluçonnais | 11 - 0 | Céret sportif | Decazeville |
|  |                     |        |               | Decazeville |
|  |                     |        |               | Decazeville |

|  | CO le Creusot | 3 - 0 | Valence sportif | Vienne |
|  |               |       |                 | Vienne |
|  |               |       |                 | Vienne |

|  | US Côte Vermeille | 8 - 3 | Avenir Moissac | Foix |
|  |                   |       |                | Foix |
|  |                   |       |                | Foix |

|  | US La Teste | 11 - 11 (a.p.) | CA Lannemezan | Saint-Sever |
|  |             |                |               | Saint-Sever |
|  |             |                |               | Saint-Sever |

|  | SC Decazeville | 12 - 6 | US Berry | Bort-les-Orgues |
|  |                |        |          | Bort-les-Orgues |
|  |                |        |          | Bort-les-Orgues |

|  | US Marmande | 8 - 5 | RC Guéret | Périgueux |
|  |             |       |           | Périgueux |
|  |             |       |           | Périgueux |

|  | US montilienne | 3 - 0 | US Bellegarde | Bourgoin-Jallieu |
|  |                |       |               | Bourgoin-Jallieu |
|  |                |       |               | Bourgoin-Jallieu |

|  | US Bergerac | 25 - 0 | UA Gujan-Mestras | Marmande |
|  |             |        |                  | Marmande |
|  |             |        |                  | Marmande |

|  | SA Lyon | 8 - 8 (a.p.) | Stade poitevin | Montluçon |
|  |         |              |                | Montluçon |
|  |         |              |                | Montluçon |

|  | RC Châteaurenard | 5 - 3 (a.p.) | US Montréjeau | Narbonne |
|  |                  |              |               | Narbonne |
|  |                  |              |               | Narbonne |

|  | CASG | 6 - 3 | AS Saint Junien | Tours |
|  |      |       |                 | Tours |
|  |      |       |                 | Tours |

|  | FC Oloron | 11 - 0 | US Arize | Montréjeau |
|  |           |        |          | Montréjeau |
|  |           |        |          | Montréjeau |

|  | RC La Mure | 3 - 0 | AS Bort | Roanne |
|  |            |       |         | Roanne |
|  |            |       |         | Roanne |

### Huitièmes de finale
|  | RC Châteaurenard | 6 - 3 (a.p.) | SC Decazeville | Perpignan |
|  |                  |              |                | Perpignan |
|  |                  |              |                | Perpignan |

|  | CASG | 6 - 3 | US Côte Vermeille | Tulle |
|  |      |       |                   | Tulle |
|  |      |       |                   | Tulle |

|  | US montilienne | 3 - 0 | SA Lyon | Romans |
|  |                |       |         | Romans |
|  |                |       |         | Romans |

|  | Saint-Jean-de-Luz OR | 6 - 3 (a.p.) | RC La Mure | Narbonne |
|  |                      |              |            | Narbonne |
|  |                      |              |            | Narbonne |

|  | US Bergerac | 18 - 0 | US Orthez | Auch |
|  |             |        |           | Auch |
|  |             |        |           | Auch |

|  | US Marmande | 8 - 3 | Stade montluçonnais | Sarlat-la-Canéda |
|  |             |       |                     | Sarlat-la-Canéda |
|  |             |       |                     | Sarlat-la-Canéda |

|  | CO le Creusot | 3 - 0 | US Oyonnax | Lons-le-Saunier |
|  |               |       |            | Lons-le-Saunier |
|  |               |       |            | Lons-le-Saunier |

|  | US La Teste | 14 - 6 | FC Oloron | Saint-Sever |
|  |             |        |           | Saint-Sever |
|  |             |        |           | Saint-Sever |

### Quarts de finale
|  | US La Teste | 3 - 0 | RC Châteaurenard | Clermont-Ferrand |
|  |             |       |                  | Clermont-Ferrand |
|  |             |       |                  | Clermont-Ferrand |

|  | US Marmande | 11 - 3 | Saint-Jean-de-Luz OR | La Teste |
|  |             |        |                      | La Teste |
|  |             |        |                      | La Teste |

|  | US Bergerac | 6 - 3 (a.p.) | CASG | Poitiers |
|  |             |              |      | Poitiers |
|  |             |              |      | Poitiers |

|  | CO le Creusot | 9 - 3 (a.p.) | US montilienne | Lyon |
|  |               |              |                | Lyon |
|  |               |              |                | Lyon |

### Demi-finales
Les clubs participants aux demi-finales joueront en 1re division la saison prochaine.
|  | US Bergerac | 12 - 6 | US La Teste | Marmande |
|  |             |        |             | Marmande |
|  |             |        |             | Marmande |

|  | US Marmande | 14 - 3 | CO le Creusot | Decazeville |
|  |             |        |               | Decazeville |
|  |             |        |               | Decazeville |

### Finale
| 15 mai 1960 | US Bergerac | 16 - 3 | US Marmande | Agen |
| 15 mai 1960 |             |        |             | Agen |
| 15 mai 1960 |             |        |             | Agen |